# Florida High Speed Rail
A Florida High Speed Rail egy meghiúsult, kétvágányú, villamosított nagysebességű vasútvonal lett volna az USA-ban, Floridában.
A hálózat első, a 135 km hosszú, Tampa és Orlando közötti szakaszának építésére 1,25 milliárd dollárt utaltak ki, ami a tervek szerint végül északon összekötötte volna Pensacola, Tallahassee, és Jacksonville városokat Tampaval, Fort Lauderdale és Miami városokat délen. A vonalat 270 km/h sebességre építették volna ki.
Rick Scott floridai szenátor minden támadás ellenére kitartott, és visszautasította az első szakaszra szánt 2,4 milliárd dolláros szövetségi támogatást. A visszautasított pénzre már pályázik New York és Kalifornia állam.
A projekt törlését követően a magánszektor elindított egy személyszállítási szolgáltatást, amely a tervezett útvonal nagy részén közlekedik. Az All Aboard Florida, mai nevén Brightline indított el egy szolgáltatást 2018-ban és jelenleg személyszállító vonatokat közlekedtet Orlando és Miami között. Az Orlando és Tampa közötti meghosszabbítása folyamatban van.